# 梨元麻里奈
梨元 麻里奈（なしもと まりな、1980年〈昭和55年〉1月31日 - ）は、日本のタレント、芸能リポーター。旧芸名、眞里奈（まりな）。埼玉県出身。父は芸能リポーターの梨元勝。

## 略歴
1998年、『スター千夜一夜』（スカイパーフェクTV!・シルバーチャンネル）でデビュー。以後、テレビ等のメディアで活躍。
2010年11月、亡父の跡を継いでオフィス梨元の代表取締役社長に就任。本人は芸能に限らず、様々な分野でのレポートやコラム執筆を行なっている。

## 出演

### テレビ
日本テレビ
- ぐるぐるナインティナイン
- ロンブー龍
- AX MUSIC-FACTORY つんくちゃん。
- 壮絶バトル!花の芸能界
- プロの静脈
- あんグラ☆NOW!
- 芸能★BANG!

TBS
- ダウンタウン☆セブン
- ジャスト
- とってもインサイト リポーター
- きょう発プラス! リポーター

フジテレビ
- 金曜エンタテインメント「芸能レポーター服部ヨネ子の突撃取材〜西村知美殺人事件」

テレビ朝日
- スーパーモーニング

その他
- スター千夜一夜（スカイパーフェクTV!・シルバーチャンネル）
- イチオシ!（北海道テレビ）
- メ〜テレワイド サンダー5 リポーター（名古屋テレビ）
- メ〜テレワイド ウルたま リポーター（名古屋テレビ）
- どですか! 隔週木曜レギュラー→ ドデスカ!火曜レギュラー（名古屋テレビ）
- あっぷ&UP! 月曜準レギュラー（関西テレビ）

### ラジオ
- 林マヤとゆかいな仲間たち（NHKラジオ第1）
- 高田文夫のラジオビバリー昼ズ（ニッポン放送）
- ゲツキンラジオ ぱんぱかぱーん 火曜レギュラー（山形放送）